# Ogniwo srebrowo-cynkowe
Ogniwo srebrowo-cynkowe (ogniwo srebrowe, ogniwo AgZn) – ogniwo galwaniczne, w którym elektrodą ujemną jest cynk, dodatnią tlenek srebra(I), a elektrolitem roztwór wodorotlenku sodu lub potasu.

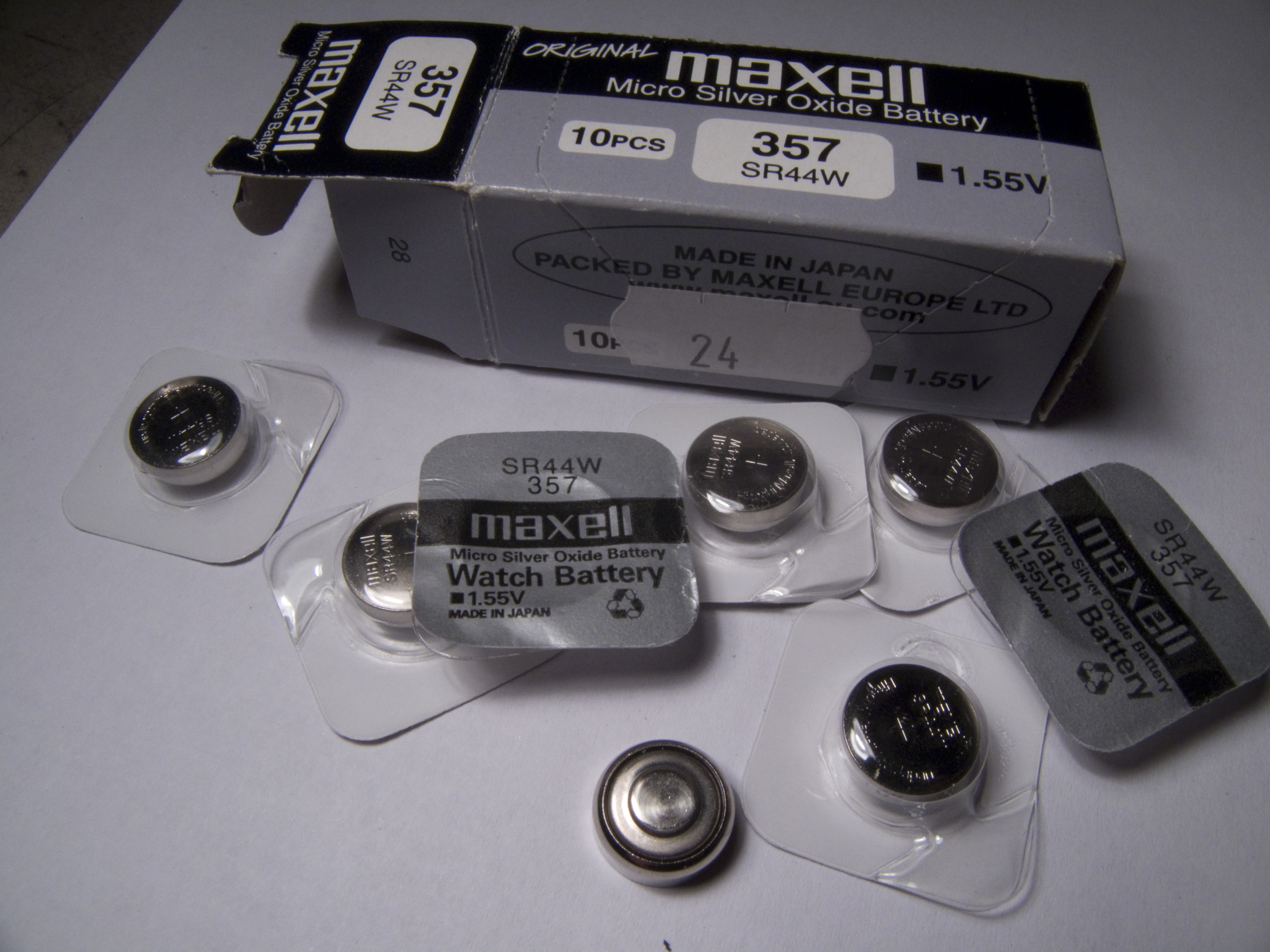
Ogniwa srebrowo-cynkowe

## Wprowadzenie
Ogniwo srebrowe jest nieodwracalnym ogniwem galwanicznym o sile elektromotorycznej około 1,86 V. Ogniwa srebrowo-cynkowe mają małą żywotność i najwyższy stosunek pojemności do ciężaru wśród baterii niemających możliwości wielokrotnego ponownego naładowania. Ich gęstość energii wynosi do 0,13 kWh/kg.  Są produkowane w różnych rozmiarach, od guzika do odzieży (gdzie ilość użytego srebra jest bardzo mała i tylko w nieznacznym stopniu przyczynia się do wzrostu kosztów całości produktu) po duże baterie, gdzie ich zalety są ważniejsze niż koszt produkcji, np. w sprzęcie wojskowym czy kosmicznym. Koszt energii w baterii srebrno-cynkowej wynosi około 0,6 dolara na amperogodzinę

## Chemia
Na elektrodzie cynkowej zachodzi utlenianie jej materiału do tlenku ZnO. Na elektrodzie z tlenku srebra zachodzi reakcja redukcji tlenku srebra do srebra metalicznego. Możliwe jest stosowanie tlenku srebra zarówno jednowartościowego, jak i dwuwartościowego, baterie z tym pierwszym mają jednak większą pojemność.
Procesy zachodzące na elektrodach:
- elektroda cynkowa: Zn → Zn2+ + 2e−
- elektroda Ag2O: 2Ag+ + 2e− → 2Ag

sumarycznie sprowadzają się do reakcji:
Zn + Ag2O → ZnO + 2Ag
Cynk w trakcie przechowywania koroduje elektrochemicznie w zasadowym elektrolicie. Proces ten powoduje zniszczenie baterii i wydzielanie się wodoru powodujące zwiększenie się ciśnienia wewnętrznego i pęcznienie ogniwa. Do powstrzymania korozji elektrochemicznej w ogniwach srebrowo-cynkowych stosuje się zwykle rtęć, pomimo jej szkodliwego działania na środowisko.

## Właściwości
Ogniwa srebrowo-cynkowe wśród ogniw galwanicznych mają najwyższy stosunek pojemności do masy. W porównaniu z innymi ogniwami posiadają większą wartość siły elektromotorycznej niż ogniwa rtęciowe i bardziej płaską charakterystykę rozładowania niż standardowe baterie alkaliczne. Ze względu na elektrolit na bazie wody nie mają możliwości zapalenia się, co jest plagą baterii litowo-jonowych.

### Recykling
Ogniwa srebrowo-cynkowe stają się bezużyteczne i niebezpieczne, kiedy na skutek korozji zaczynają przeciekać (staje się to po okresie około pięciu lat). Zwykle zawierają rtęć (około 0,2%), firma Sony rozpoczęła produkcję pierwszych ogniw srebrowych bez dodatku rtęci w 2004 roku.
Ogniwa srebrowo-cynkowe nie powinny być składowane w otwartych pojemnikach, gdyż może to powodować problemy zdrowotne. Kiedy kończy się ich okres używalności, lub zostały zużyte, powinny być poddane procesowi recyklingu przez specjalistę.

## Historia i zastosowania
Baterie srebrowo-cynkowe wynaleziono przy końcu XIX w. W latach II w.ś. Henri Andre zbudował praktyczne zminiaturyzowane ogniwo srebrowo-cynkowe.
Po raz pierwszy użyto baterii srebrno-cynkowych w radzieckim statku kosmicznych Sputnik wystrzelonym 4 października 1957 roku. Baterie te  miały zapewnić łączność  na okres 3 tygodni. Kiedy baterie się rozładowały łączność została zerwana. Wystrzelony  miesiąc później Sputnik 2  również na pokładzie miał baterie srebrno-cynkowe, był 6 razy większy od pierwszego, wyniósł na orbitę psa Łajkię, przetrwał na orbicie 5 miesięcy.
Baterie Ag-Zn były użyte w kilku amerykańskich statkach kosmicznych. Ranger 3 wystrzelony w 1961 roku, jako główne źródło energii użył dwóch 14 ogniwowych baterii Ag-Zn o pojemności 50 Ah i dwóch 22 ogniwowych 50 Ah baterii do kamery TV. Ranger 3 wszedł na orbitę około słoneczną, choć nie takie było jego zadanie. Wystrzelony 27 sierpnia 1962 roku Mariner 2 używał 40 Ah baterii srebrno-cynkowych – była to pierwsza misja na Wenus zakończona sukcesem. Baterii Ag-Zn użyto do zasilania w energię elektryczną lądownik w misji na Marsa Pathfinder.
Na początku lat 60. XX w. rozpoczęto masową produkcję ogniw srebrowo-cynkowych przeznaczonych do zasilania zegarków, aparatów słuchowych i podobnych miniaturowych urządzeń tranzystorowych.
Baterie te stosowano w sprzęcie wojskowym, samolotach, były one i nadal są stosowane w załogowych statkach kosmicznych, gdzie ich krótki czas życia i możliwość jedynie ograniczonej liczby cykli ładowania nie jest istotną wadą.
Baterie srebrowo-cynkowe zasilały Moduły księżycowe programu Apollo, łazik księżycowy i systemy podtrzymywania życia podczas spacerów kosmicznych. W module dowodzenia programu Apollo, po oddzieleniu modułu serwisowego podczas wejścia do atmosfery baterie srebrowo-cynkowe były jedynym źródłem zasilania aż do momentu wodowania. Baterie modułu dowodzenia były ładowane podczas lotu z ogniw paliwowych modułu serwisowego.
Po incydencie z eksplozją zbiornika z ciekłym tlenem w misji Apollo 13, baterie srebrno-cynkowe modułu dowodzenia i modułu księżycowego były jedynymi źródłami energii do końca misji i przyczyniły się do uratowania życia astronautom. W następnych misjach moduły serwisowe uzupełniono dodatkowymi takimi bateriami.
Moduły Dowodzenia/Serwisowe CSM programu Apollo użyte jako załogowe promy kosmiczne do stacji kosmicznej Skylab były zasilane przez trzy baterie srebrno-cynkowe, a nie przez ogniwa paliwowe, ponieważ zbiorniki wodoru i tlenu nie mogły magazynować reagentów ogniw paliwowych podczas długiego pobytu na stacji kosmicznej.

### Rozwój baterii srebrno-cynkowych pod protektoratem NASA

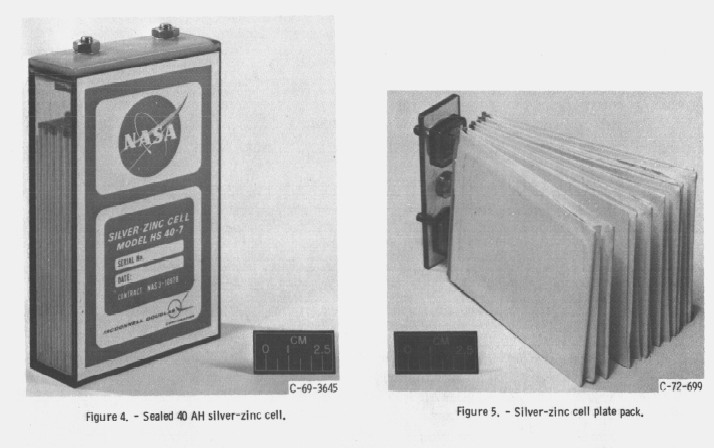
Bateria srebrno-cynkowa 40 Ah

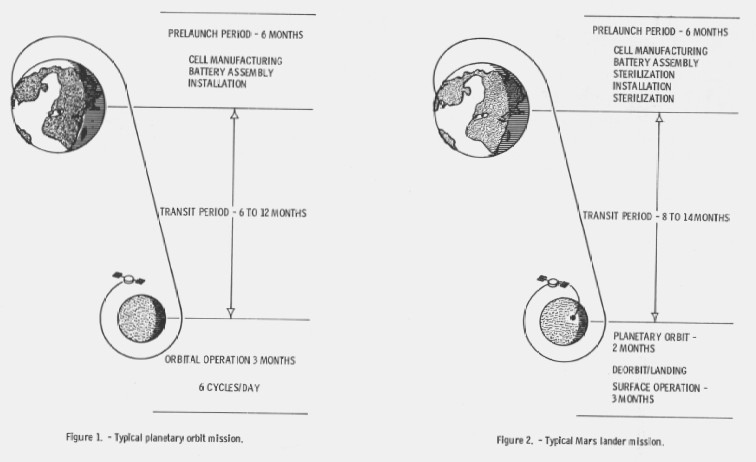
Reżimy pracy wymagane od baterii srebrno-cynkowych w misjach na Marsa i Wenus

W latach siedemdziesiątych ubiegłego stulecia był opracowywany i testowany przez ośrodki  Lewis Resarch Center i McDonnell-Douglas Corporation  przy wsparciu NASA, nowy rodzaj baterii srebrno-cynkowych, które miały wytrzymać termiczną sterylizację i nie wykazywać charakterystycznego dla baterii srebrno-cynkowych krótkiego okresu ich używalności. Baterie te planowano użyć w misjach na Marsa i Wenus, gdzie miały zasilać elektronikę satelitów i lądowników. Okres utrzymania baterii zalanych elektrolitem powinien wynieść ponad rok a skromna liczba cykli ładowania i rozładowania baterii powinna wynieść 400-500 cykli. Kluczem do postępu w ewolucji  baterii srebrno-cynkowych okazał się chemicznie stabilny nieorganiczny seperator, którego prawa są chronione przez Amerykański Urząd Patentowy. Seperator ten podczas testów demonstrował długi żywot  w hermetycznie zamkniętym 40 amperogodzinnym ogniwie poddanym suchej sterylizacji przed kilkumiesięczną eksploatacją podczas podróży międzyplanetarnej. Waga baterii srebrno-cynkowych, po modernizacji, wynosi 1/3 wagi baterii niklowo-kadmowych w tym czasie używanych.
Przewaga gęstości energii baterii srebrno-cynkowych nad gęstością energii baterii niklowo-kadmowych czyniła z nich atrakcyjną ofertę do obsługi satelitów geostacjonarnych, które wymagały 400 do 500 cykli ładowania i rozładowania w okresie 5 lat. Urządzenia elektroniczne  satelitów geostacjonarnych zasilane są  z baterii słonecznych. Również baterie srebrno-cynkowe ładowane są z baterii słonecznych i służą do zasilania elektroniki satelitów, gdy satelity znajdują się  w cieniu Ziemi. Pierwotnie planowano użycie sterylizowanych baterii srebro-cynkowych w kapsule lądownika programu Wiking, lecz ostatecznie zastosowano baterie kadmowo-niklowe.
Sukces jaki odniesiono w modernizacji hermetycznych  sterylnych 40 Ah srebrno-cynkowych baterii zdopingował NASA do kontynuacji programu modernizacji w celu ich użycia w przyszłości.